# Giorgio Cerioni
Pour les articles homonymes, voir Cerioni.
Giorgio Cerioni est un acteur italien, ayant régulièrement joué sous le pseudonyme de George Greenwood

## Biographie
Marié à Leda De Bruyn.
Blond au regard bleu métallique, il incarne souvent des héros solitaires ou des tortionnaires inconditionnels.

## Filmographie
- 1956 : Napoli sole mio! : Alfredo
- 1957 : Le Médecin et le Sorcier (Il Medico e lo stregone) : Galeazzo Pesenti
- 1959 : Les Loups dans l'abîme (Lupi nell'abisso)
- 1960 : Un Dollaro di fifa
- 1960 : Sous dix drapeaux (Sotto dieci bandiere)
- 1963 : Jacob, l'homme qui combattit Dieu (Giacobbe, l'uomo che lottò con Dio) : Giacobbe / Jacob
- 1964 : Le Temple de l'éléphant blanc (Sandok, il Maciste della giungla) : John Willoughby
- 1964 : Saul e David
- 1965 : Colorado Charlie
- 1965 : Les Grands Chefs (I Grandi Condottieri : Jéter, fils de Gédeon
- 1966 : La Jungle des tueurs (L'Affare Beckett) (sous le pseudo de George Greenwood)
- 1966 : Message chiffré (Cifrato speciale)
- 1967 : Le Magnifique Texan (Il magnifico texano) de Luigi Capuano : William (sous le pseudo de George Greenwood)
- 1969 : La Loi de la violence (Legge della violenza - Tutti o nessuno) : Jack Sparrow (sous le pseudo de George Greenwood)
- 1971 : Un Omicidio perfetto a termine di legge
- 1972 : Les Évasions célèbres, épisode Benvenuto Cellini : Albertaccio del Bene
- 1973 : Pain et chocolat (Pane e cioccolata) : inspecteur de police
- 1974 : Perché si uccide un magistrato : Valgardeni
- 1976 : Horreurs nazies, le camp des filles perdues (Lager SSadis Kastrat Kommandantur) : Colonel von Kleiben
- 1976 :  Disubbidire è peccato  : le sadique qui se fait passer pour paralytique
- 1976 : Le Désert des Tartares (Il Deserto dei Tartari) : Gothard
- 1976 : Les Déportées de la section spéciale SS (Le Deportate della sezione speciale SS) : Doctor Schübert
- 1977 : Roses rouges pour le Führer (SS Lager 5: L'inferno delle donne) : Col. Strasser
- 1977 : Un juge en danger (Io ho paura) : Masseria
- 1977 : Le Lunghe notti della Gestapo : Walter Wagner
- 1978 : Inspecteur Bulldozer (Piedone l'africano)
- 1980 : La Cage aux folles II : Gunther
- 1985 : Detenute violente : médecin de la prison (sous le pseudo de George McGraw)
- 1988 : La Nuit bleue (Pathos - segreta inquietudine)
- 1990 : Hansel e Gretel

### Télévision
- 1972 : Les Évasions célèbres (série télévisée) : Albertaccio del Bene (segment "Benvenuto Cellini")
- 1978 : Circuito chiuso
- 1978 : Sam et Sally : Épisode La Corne d'antilope, réalisé par Robert Pouret : Heinrich
- 1978 : La Riva di Charleston (minisérie)